# Солончак

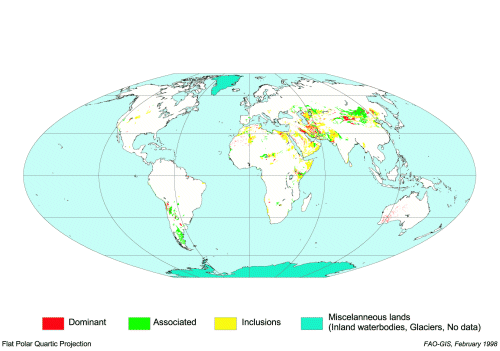
Поширення солончаків на планеті, дані ФАО

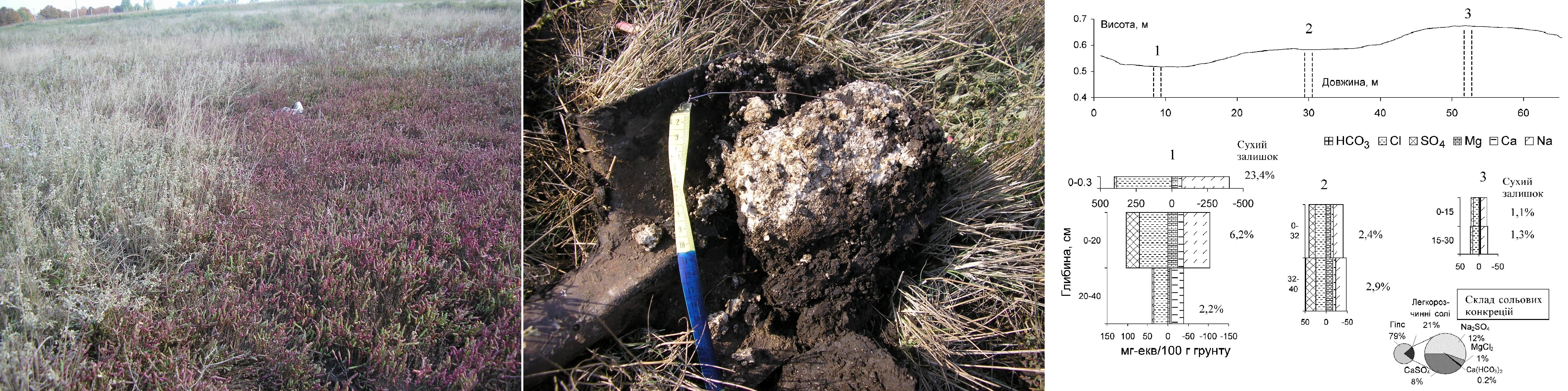
Солончаковий комплекс в заплаві р. Барабой. 1. Галофіти. 2. Новоутворення солей. 3 Сольові профілі.

Солончáк — ґрунт, насичений солями. Солончаки — це інтразональна група ґрунтів, що можуть формуватися у різних природних зонах, починаючи з арктичного поясу і закінчуючи тропічним; відрізняються від інших ґрунтів високим вмістом солей у деякій частині або у всьому профілі, що перешкоджають розвитку більшості рослин, за винятком галофітів (солянок, поташників, солонців, солеросів).
Солончак — ґрунт, головною діагностичною ознакою якого є постійна наявність у поверхневому горизонті легкорозчинних солей у такій кількості, що це пригнічує ріст і розвиток глікофітних рослин. Цьому відповідає вміст солей у прошарку 0-20 см не менше 1% при хлоридно-сульфатному їхньому складі або екологічно еквівалентний показник при інших типах засолення.
Солончаки поширені переважно в посушливих і напівпосушливих зонах і прибережних регіонах усіх кліматичних поясів. В Україні солончаки поширені в пониззі і дельтах деяких причорноморських річок, по берегах лиманів і мілководних заток Сивашу. Загальна площа солончаків у світі за різними оцінками становить 260–340 млн га, залежно від ступеня засоленості, що прийнята за діагностичну. За ґрунтовою картою ФАО/ЮНЕСКО засолені та лужні ґрунти посідають такі площі: 
| Область                  | Площа (106 га) |
| ------------------------ | -------------- |
| Африка                   | 69,5           |
| Близький і Середній Схід | 53,1           |
| Азія і Далекий Схід      | 19,5           |
| Латинська Америка        | 59,4           |
| Австралія                | 84,7           |
| Північна Америка         | 16,0           |
| Європа                   | 20,7           |

## Властивості солончаків
Будова профілю солончаків визначається не високим вмістом солей, а іншими факторами. Є глейові, торф'яні, піщані, глинисті, гумусовані та практично безгумусові солончаки, з лужною, нейтральною і кислою реакцією середовища. Морфологія глибоких солончаків мало відрізняється від аналогічних незасолених ґрунтів. Наявність солончакового (salic) горизонту єдина загальна характеристика солончаків, а їхні хімічні, фізичні, фізико-хімічні, біологічні властивості дуже різноманітні. Визначальним компонентом солончаків є різноманітні солі, що утворені іонами: Na+, K+, Ca2+, Mg2+, SO42-, Cl-, CO32-.
Надмірне накопичення солей у ґрунті пригнічує ріст рослин двома шляхами:
1. Солі збільшують інтенсивність посухи ґрунтової маси через підвищення електролітами осмотичного потенціалу;
2. Солі порушують баланс іонів в ґрунтовому розчині і поживні речовини стають менш доступними.

## Класифікація солончаків

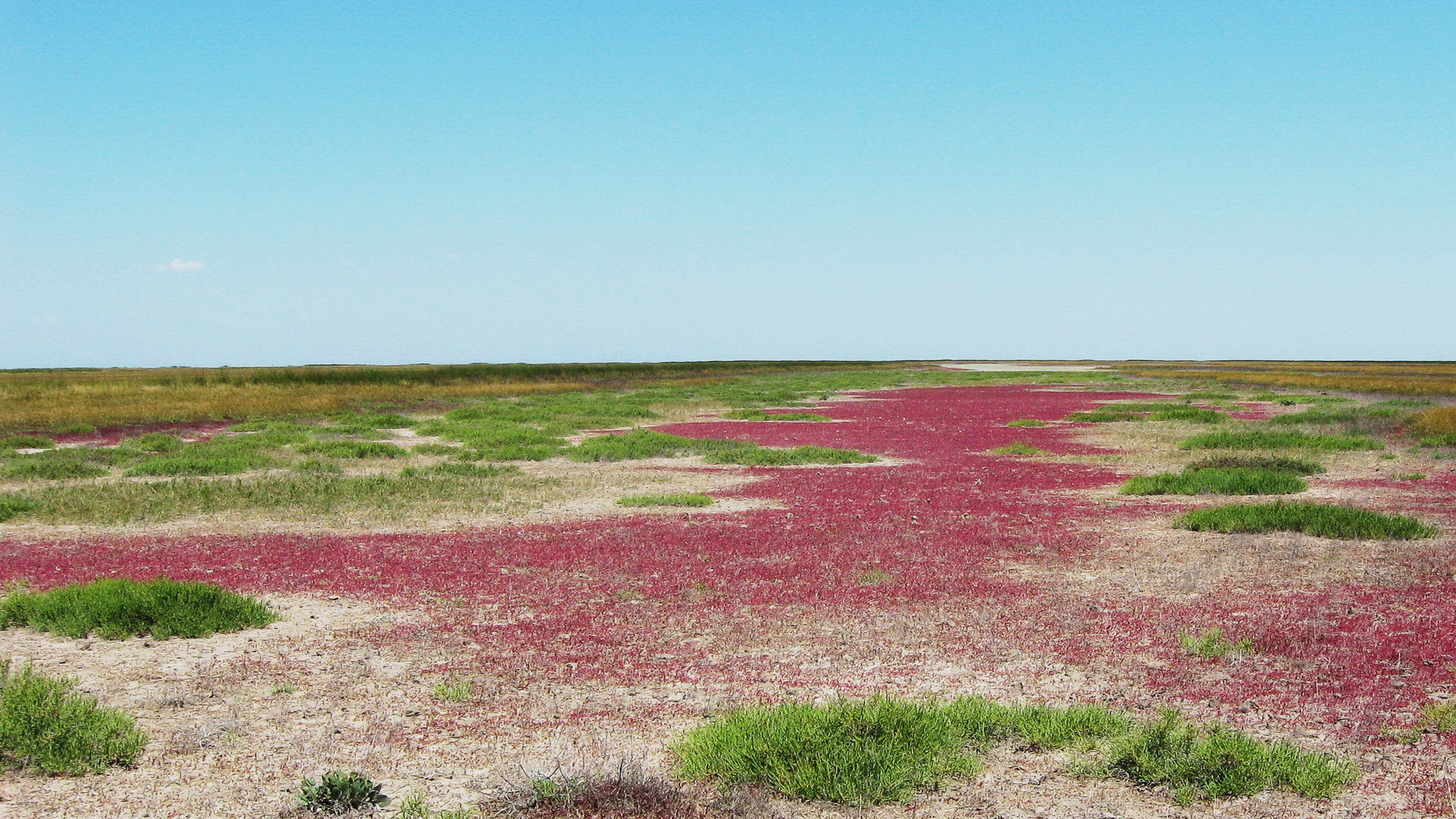
Солончак. Острів Джарилгач

Згідно з класифікацією ґрунтів СРСР 1977 року виділяється два типи солончаків: автоморфні та гідроморфні. Автоморфні солончаки мають палеогідроморфне походження або притаманні до виходів засолених порід, вони утворюються в умовах непромивного водного режиму при рівнях ґрунтових вод глибше 10 м. Гідроморфні солончаки навпаки, розвиваються при високому (0,5-3 м) стоянні мінералізованих ґрунтових вод при випітному водному режимі.
Підтипи автоморфних солончаків:
- Типові, з максимумом солей на поверхні ґрунту;
- Отакирені, з крихкою разсоленою кіркою.

Підтипи гідроморфних солончаків:
- Типові — властивості солончаків виражені найбільш повно.
- Лучні — утворюються при засоленні лучних ґрунтів і зберігають ряд їх ознак, таких як високий вміст гумусу, наявність оглеєння. Ґрунтові води на глибині 1-2 м.
- Болотні — утворюються при засоленні болотних ґрунтів; характерно часткове збереження болотної рослинності, оглеєні по всьому профілю; ґрунтові води на глибині 0,5-1 м.
- Сорові — утворюються на місці солоних озер, що періодично висихають. Оглеєні по всьому профілю, відзначається запах сірководню. Поверхня позбавлена рослинності, покрита кіркою солі. При товщині кірки більше 10 см такі солончаки відносять до неґрунтових тіл.
- Грязьово-вулканічні — утворюються при виливі на поверхню засоленого мулу або мінералізованих вод.
- Горбисті (місцева назва — чоколакі), що представлені навіяними горбами засоленого дрібнозему заввишки до 1-2 м.

У класифікації ґрунтів Росії виділяються наступні типи солончаків:
- Власне солончаки — діагностується за наявності солончакового горизонту із вмістом гумусу не більше 1-2%, що змінюється засоленою ґрунтотворною породою. На поверхні ґрунту присутня сольова кірка, солончаковий горизонт містить новоутворення легкорозчинних солей, кількість яких становить 5-15%. Підтипи:
  - типові,
  - такироподібні,
  - солонцюваті,
  - слабодиференційовані.
- Солончаки глейові — відповідають низькогумусовим лучним і болотним підтипам гідроморфних солончаків класифікації 1977 року. Підтипи: 
  - типові,
  - такироподібні,
  - солонцюваті.
- Солончаки сульфідні (сорові)  — відповідають однойменному підтипу старої класифікації.
- Солончаки вторинні — ґрунти, що утворюються по чорноземах, каштанових ґрунтах, солонцях при підтоплені чи зрошені в умовах недостатнього дренажу.

У польовому визначнику ґрунтів України передбачено виділення солончаків глейових, що зустрічаються в подах із сильномінералізованими ґрунтовими водами, у тому числі відкритих подах, куди може потрапляти морська вода.

## Використання солончаків
Сильнозасолені ґрунти мають невелике значення у сільському господарстві; вони або зовсім не використовуються, або використовуються для випасання овець, верблюдів, великої рогатої худоби. Використання солончаків у землеробстві можливе тільки після складної меліорації. Основний меліоративний спосіб — промивка солончаків прісною водою, яка супроводжується заходами, що одночасно знижують рівень ґрунтових вод (так званий розсолювальний дренаж), перешкоджають підйому ґрунтових вод і вторинному засоленню. Розсолення солончаків — недешевий спосіб, що вимагає великої кількості прісної води і дренажних робіт; витрати води на промивку солончаків коливаються від 2,3 до 17,6 тис. м³/га . Розсолення ґрунтів із великою часткою натрієвих солей (Ca2+/ Na+ < 3) може завершитися їх осолонцюванням. Для запобігання осолонцюванню промивку ґрунтів супроводжують внесенням кальцієвих солей (гіпсу). У Пакистані для поліпшення зрошуваних сульфатно-содових солончаків, що мають рН близько 10-11, використовують окислювально-відновні реакції (чергують затоплення і висихання ґрунту) для утворення сірчаної кислоти і руйнування карбонатів натрію.
Після окультурювання на солончаках вирощують зернові та овочеві культури, або ж використовують їх як пасовища.

## Цікаво
Місце виходу насичених розчинів солей на поверхню землі — солончак або слатина. Термін описаний у “Лексиконі славенороському…” Памви Беринди (перший укр. друкований словник К., 1627).